# Макс Пейн
Макс Пейн (англ. Max Payne) — головний герой однойменної ігрової серії, яка створювалася в стилістиці неонуара. Персонаж дебютував у шутері від третьої особи Max Payne 2001 року, розробленому компанією Remedy Entertainment за сценарієм Сема Лейка. Видавець гри, 3D Realms, хотів вибудувати навколо Макса «нову ігрову франшизу». У першій частині серії персонаж був змодельований з Лейка, у другій — з Тімоті Гіббса, а в третій — з Джеймса Маккеффрі; останній також озвучив протагоніста у всіх трьох іграх. Марк Волберг зіграв Макса в екранізації 2008 року. Оповідання першої і третьої частин розгорталося від імені Пейна, в той час як у другій частині Макс був одним з оповідачів, поряд з фатальною жінкою Моною Сакс.
У першій грі серії Max Payne Макс працює детективом у поліції Нью-Йорка, а потім переводиться в Управління по боротьбі з наркотиками і стає спеціальним агентом під прикриттям. Після того, як одні злочинці вбивають членів його сім'ї, а інші підставляють у вбивстві напарника, Пейн встає на шлях вігіланти. У другій грі — Max Payne 2: The Fall of Max Payne (2003) — Макс повертається до обов'язків детектива поліції, потрапляє в епіцентр змови та зіштовхується зі смертю і зрадою, які зачіпають його особисте життя. На початку Max Payne 3 (2012), розробленої Rockstar Games, Макс працює охоронцем багатого бразильського бізнесмена Родріго Бранко, але незабаром знову стає мимовільним учасником ще однієї змови. ЗМІ високо оцінили образ, еволюцію та історію персонажа.

## Створення

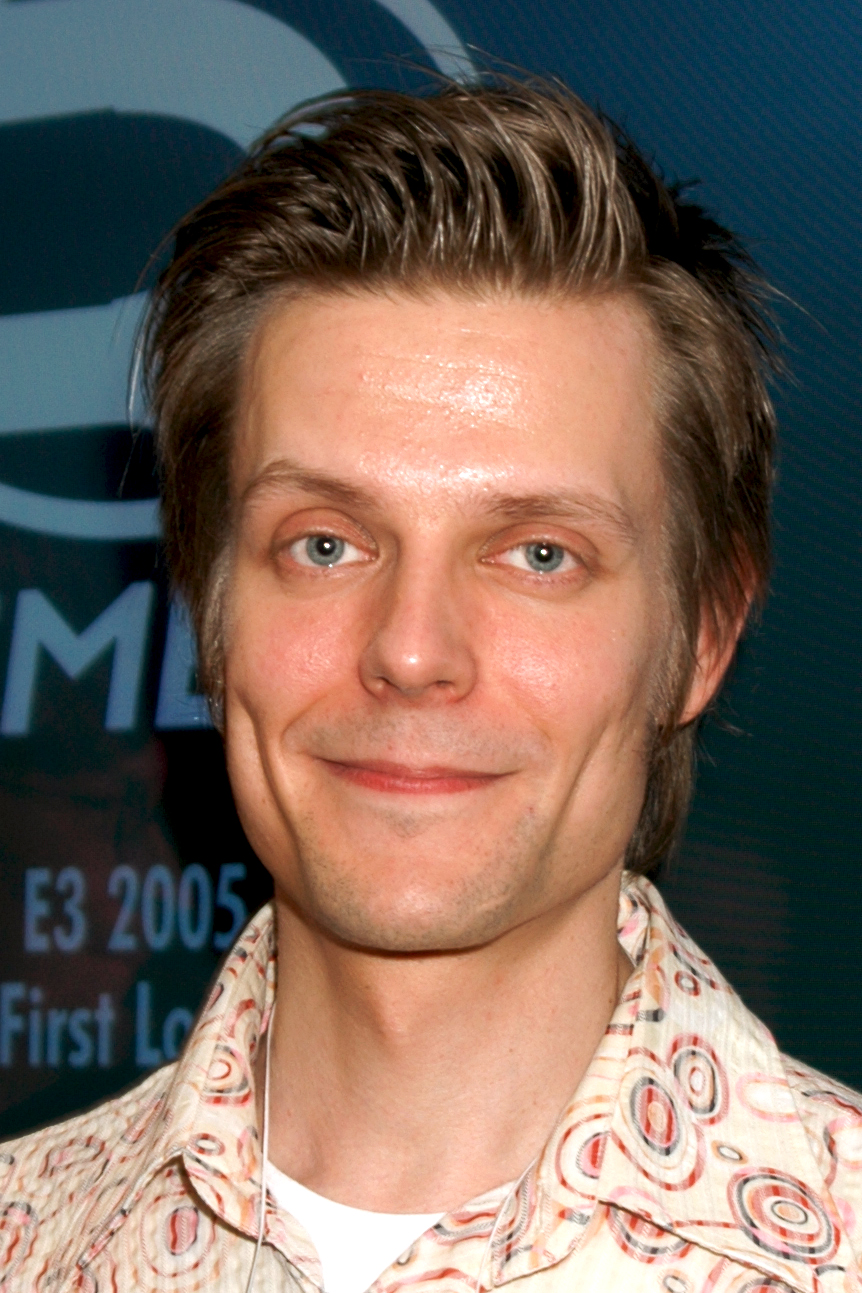
Творець Макса Пейна Сем Лейк; у першій частині також послужив прототипом для головного героя

Під час розробки Max Payne видавець 3D Realms «хотів створити ще одного сильного персонажа, навколо якого можна було б вибудувати нову ігрову франшизу, як це було у випадку з Дюком Нюкемом». Спочатку головного героя гри звали Макс Хіт і 3D Realms витратив понад $ 20 000 на реєстрацію товарного знака в усьому світі, перш ніж хтось зі співробітників компанії запропонував змінити прізвище персонажа на «Пейн», а керівництво схвалило його ідею. Прообразом Макса Пейна був сценарист Сем Лейк, який написав сюжет і сценарій до гри для фінської компанії Remedy Entertainment. Також Лейк зіграв персонажа для кат-сцен, що створювалися у форматі графічного роману. Проте, в сиквелі Max Payne 2: The Fall of Max Payne Лейк відмовився повернутися до ролі. Розробники, у яких на момент створення продовження оригінальної гри був більший бюджет, найняли професійних акторів, а в якості нової моделі для Макса Пейна вибрали Тімоті Гіббса.
В обох іграх Пейна озвучив Джеймс Маккеффрі, актор заявив: «Раніше я працював над серіалом під назвою «Правосуддя за Свіфтом» (1996), і мій тамтешній герой нагадував Макса Пейна, адже вони обидва пережили втрату в сім'ї та піддалися помсті, проте я не думаю, що Макс був заснований на якомусь конкретному персонажі». Коли Rockstar Games розпочала розробку третьої частини серії, представники компанії заявили, що Макса Пейна озвучить більш віковий актор. Проте, в кінцевому підсумку Маккефрі повернувся до ролі Макса в Max Payne 3; цього разу він не тільки озвучив персонажа, а й зіграв його за допомогою технології захоплення руху. За словами Маккаффрі, завдяки живій постановці сцен діалоги давалися йому легше, а сам процес актор описав, як «примус грати в Аватарі (2009)». Фанати серії були вкрай незадоволені редизайном персонажа, який набрав зайву вагу і поголив голову налисо. Беручи до уваги критику Rockstar Games переглянула концепцію гри, повернувши Максу Пейну його «класичний» дизайн у флешбеках, дія яких розгорталася в Нью-Джерсі. Сем Хаузер з Rockstar прокоментував новий образ Пейна: «Ми ніколи не бачили Макса таким: він постарів на кілька років, ще сильніше втомився від світу і став більш цинічним, ніж будь-коли». Маккефрі порівняв Макса з третьої гри з героєм фільму «Жага смерті» (1974) Полом Керсі, роль якого виконав Чарльз Бронсон.

### Образ
Макс Пейн у визначенні нуарних фільмів — «людина на дні», що потрапила у фатальну ситуацію проти своєї волі. Пейн — антигерой, що підтверджує сам персонаж наступною реплікою: «Я не був одним із них, я не був героєм». Протагоніст здобув широку популярність завдяки своїм складним метафоричним виразам, а також грі слів, до яких він вдається у себе в голові, коли коментує стан справ. Макс — інтроверт, який висловлюється драматичними і болісно цинічними монологами при описі ситуацій, що відбуваються з ним. Розробники ігор не раз натякали, що Макс випадає з реальності.
На початку першої гри Макс зображується як веселий, життєрадісний екстраверт у щасливому шлюбі. Проте, після вбивства його дружини і дочки, Макс втрачає сенс життя і починає сліпо прагнути до своєї єдиної мети: помсти. Незважаючи на це, Макс не втрачає людяність повною мірою, оскільки з першого погляду закохується в рокову найману вбивцю Мону Сакс і заводить дружбу з російським мафіозі Володимиром Лемом. Протягом усієї ігрової серії Макс демонструє ознаки вини вцілілого і саморуйнівна поведінка, вважаючи, що його життя обірвалося «за одну нью-йоркську хвилину». Наприкінці другої гри він нарешті знаходить внутрішній спокій, підсумовуючи: «Мені наснилася дружина. Вона була мертва. Але все було в порядку». Проте, у вступному ролику Max Payne 3 персонаж знову намагається знайти розраду в споживанні алкоголю і в люті кидає в стіну фотографію, на якій, очевидно, була зображена його сім'я, а потім кається у своєму вчинку і піднімає її.
Віце-президент Rockstar Ден Гаузер описав Макса Пейна в третій грі як «п'яного, дещо похмурого, овдовілого поліцейського у відставці, який намагається жити в мирі з самим собою [...] зламаної людини, що вбивала все своє життя [...] яка хоче бути споглядачем, але є більш ефективною, як діячка. Він замикається в собі або робить помилки, коли розчиняється в думках, проте в дії він неповторний, практично надлюдина. Ці крайнощі складають його особистість, і на дихотомія між ними будується як його життя, так і сюжет гри. Мабуть, він не може рухатися вперед емоційно, тоді як фізично він невблаганний». Крім того, Макс цілком усвідомлює свої недоліки і вади, про що говорить фраза: «Я не кочуся під укіс — я вже скотився. Жалюгідна пародія на самого себе». У Max Payne 3 він демонструє не тільки схильність до насильства, а й більший самоконтроль, ніж у попередніх частинах.

## Появи

### Ігри

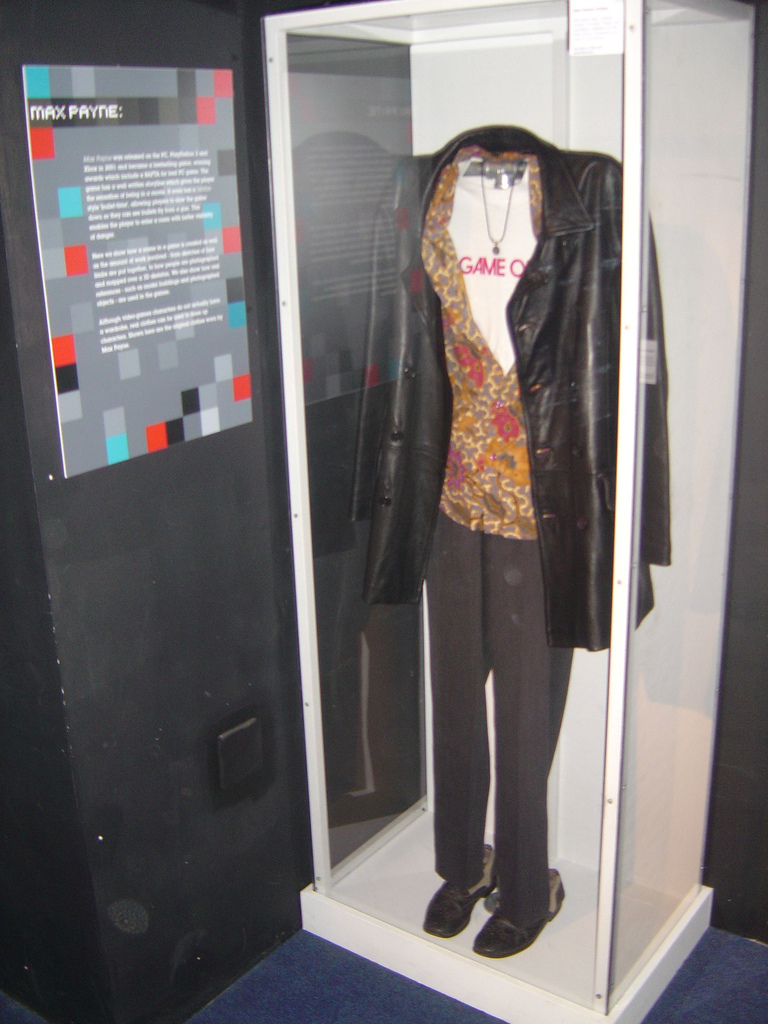
Одяг Макса з першої частини, представлений на виставці «Game On» у Музеї науки

У першій частині серії, сюжет якої розгортається між 1998 і 2001 роками, Макс Пейн постає як колишній детектив по розслідуванню вбивств Департаменту поліції Нью-Йорка, дружину та доньку якого вбили наркомани, які увірвалися до їхньої домівки; це сталося через журналістське розслідування дружини Макса, Мішель, яка висвітлювала розповсюдження вуличного наркотику під назвою «Валькірін». Одержимий помстою Макс приєднується до Управління по боротьбі з наркотиками в якості спеціального агента під прикриттям у мафіозному середовищі. Коли корумпований колега Макса вбиває його напарника з поліції Нью-Йорка й Управління з боротьби з наркотиками Алекса Болдера, а ЗМІ виставляють цапом-відбувайлом Пейна, той іде в підпілля і стає лінчувачем, переслідуваним як мафією, так і поліцією. Зрештою Макс розкриває масштабну змову, що запустила ланцюжок трагічних подій у його житті, і кілька разів стикається з найманою вбивцею Моною Сакс. Пейн укладає угоду з лідером таємного товариства під назвою «Внутрішнє коло», щоб очистити своє ім'я в обмін на вбивство колишнього члена організації Ніколь Горн, відповідальної за створення «Валькіріна» і смерть сім'ї Макса. Після вбивства Хорн Макс добровільно здається поліції.
Події другої частини серії відбуваються у 2003 році. За сюжетом, Макс повертається на службу в поліцію Нью-Йорка після того, як лідер «Внутрішнього кола» допомагає зняти з нього всі звинувачення. Макс проводить розслідування серії вбивств, скоєних таємничою бойовою групою, відомою як «Прибиральники», яка намагається вбити всіх членів «Внутрішнього кола». Незабаром Макс возз'єднується з Моною Сакс і розгадує таємницю «Внутрішнього кола», проте розслідування закінчується смертю Мони.
Дія третьої частини охоплює 2012 рік. Макс іде з поліції на пенсію і продовжує жити в Нью-Джерсі. У нього з'являється пристрасть до алкоголю і знеболювальних. Пейн переходить дорогу мафії, після чого обставини, що склалися, змушують його тікати з міста і переїхати в Сан-Паулу на запрошення його колишнього однокурсника Рауля Пассоса. У Бразилії Макс влаштовується на роботу в службу безпеки багатого бізнесмена Родріго Бранко. Коли дружину Родріго викрадають, Пейн виходить на слід банди, що торгує людськими органами, яка складається з місцевих вуличних угруповань, професійних найманців і корумпованих оперативників із бразильської поліції, і, зрештою, знищує її.

### Кіно
У екранізації, заснованій на сюжеті першої частини, Макс Пейн також постає поліцейським, який прагне помститися винним у смерті його сім'ї. За словами виконавця ролі Марка Волберга, сценарій Бо Торна здався йому «приголомшливим» після прочитання, проте актор насторожився, дізнавшись, що фільм заснований на комп'ютерній грі. Волберг описав свою роль таким чином: «Мабуть це одна з найнервовіших, але водночас, і одна з найглибших ролей, які мені довелося грати. Був дуже щасливий хлопець із неприємною роботою і прекрасною сім'єю, якої його позбавили. Потім він впав у буйство на приводу емоцій». Скотту Міллеру з 3D Realms не сподобався екранний образ персонажа, який, на його думку, не відповідав оригінальному ігровому.

### Інші появи
Ранні роки Макса були освячені в цифровому коміксі-приквелі до Max Payne 3, що складається з трьох випусків, який Rockstar Games створювала у співпраці з Marvel Comics. Макс народився в сім'ї Хелен і Джека Пейнів. Батько Макса був ветераном В'єтнаму, що страждав на посттравматичний стресовий розлад, ветераном В'єтнаму, який зраджував свою дружину, а іноді й бив її. Важливий вплив на світогляд хлопчика справив його дід по материнській лінії, професор коледжу, зокрема його історії з давньої міфології. Гелен померла 1976 року, можливо через алкоголізм, а через три роки помер Джек. У молодості Макс закінчив Поліцейську академію Нью-Йорка з найкращим результатом. Кілька років потому він познайомився зі своєю майбутньою дружиною Мішель, яку врятував від двох грабіжників. Через шість місяців вони одружилися, а 4 лютого 1998 року в них народилася дочка Роуз.
У 2012 році на Xbox Live Marketplace з'явилися кілька варіантів костюма Макса Пейна з першої частини, які можна було вибрати при налаштуванні аватара. Спеціальне видання Max Payne 3 продавалося в комплекті з колекційною статуеткою Макса Пейна заввишки 10 дюймів, створеною TriForce. Згідно великоднє яйце з гри Alan Wake (2010) від Remedy Entertainment, Макс помер 2016 року, за тринадцять років після подій Max Payne 2. Проте, доля персонажа не є каноном, оскільки права на серію перейшли до Rockstar Games. В іншій грі Rockstar Grand Theft Auto V (2013) гравці можуть зробити одного з головних героїв, Майкла Де Санту, схожим на Макса Пейна з третьої частини.

## Сприйняття
Ігрові журналісти високо оцінили образ, історію та розвиток Макса Пейна. Після виходу першої частини в 2001 році, Eurogamer проголосив його «найкращим ігровим персонажем року». PC Zone, який визнав саму гру «відносно безглуздою», назвав Макса «родзинкою проєкту», зазначивши: «на перший погляд він здається клішованим героєм нуарних фільмів, однак на ділі Макс Пейн — відносно унікальний зразок в іграх, із чудовою історією та підходящим зв'язковим озвучуванням». ЗМІ також включили Макса до списків «найкращих ігрових персонажів в історії», причому Gulf News пояснив його популярність «категоричним підходом «полонених не брати»». У 2012 році IGN назвав його «найвідомішим антигероєм в іграх», а у своїй статті, присвяченій історії персонажа, The Escapist висловив думку, що навіть творці Пейна недооцінили його привабливість в очах гравців; рецензент описав протагоніста як «американську помісь героїв сучасного бойовика і класичного нуару, чий бій, вочевидь, ніколи не закінчиться». Максу присвячено велику кількість статей про комп'ютерні ігри, автори яких порівнюють його з іншими героями.
7 травня 2010 року GamesRadar розмістив статтю, присвячену опитуванню на сайті MyVoucherCodes.co.uk, в якому 1400 чоловіків і близько 1000 жінок вибирали свого улюбленого ігрового персонажа; Макс Пейн розташувався в ньому на 8-му місці. У 2011 році Макс посів 42-ге місце в списку «50 найкращих персонажів комп'ютерних ігор» за версією «Книги рекордів Гіннесса».
Критики також хвалили хімію між Максом і Моною Сакс. Том Макнамара з IGN назвав «невдалу історію кохання» Макса і Мони чудовим доповненням до Max Payne 2. У 2011 році GamesRadar описав «незвичайні стосунки між поліцейським і вбивцею", як один із найбільш «катастрофічних романів в іграх». GamePro виділив сцену сексу персонажів із Max Payne 2 як «одну з найбільш вдалих еротичних сцен у комп'ютерних іграх»; на думку рецензента, на відміну від більшості аналогічних сцен вона не виникла на порожньому місці.
Коли Rockstar Games опублікували перші кадри з редизайном Макса, фанати та ігрові журналісти розкритикували новий образ персонажа; UGO нарікав на відхід від нуарної стилістики та поклав провину за зовнішній вигляд протагоніста на Обадаю Стейна, Бама Бама Бігелоу, Джона Макклейна та Керрі Кінга. Кіт Стюарт із The Guardian висловив думку, що в третій частині Rockstar вдалося перетворити «колишнього антигероя-поліцейського на персонажа, який викликає довіру», проте, водночас, вказав на «невідповідність між незграбним Максом із кінематографічних сцен і атлетично складеним психопатом, яким гравці керують на рівнях».